# MOS TED

Piedinatura del MOS 7360 (TED)

Il MOS TED è un microprocessore ad 8 bit sviluppato da MOS Technology ed usato come coprocessore per la gestione della grafica e del suono in alcuni computer Commodore.
Ne vennero prodotte due versioni, indicate rispettivamente con la sigla 7360 e 8360, utilizzate nella serie Commodore 264, vale a dire nei modelli Commodore 16, Commodore Plus/4 e Commodore 116. Il chip è stato progettato da David Diorio, Bruce Ahrens, Robert Raible e Chaoynan Eric Yang e brevettato presso l'Ufficio brevetti americano come Video sound and system control circuit con il nº 4569019.

## Caratteristiche
Il chip contiene anche le circuiterie per l'accesso dinamico alla memoria, per il controllo degli interrupt e per la gestione delle periferiche. Il TED è realizzato utilizzando un packaging di tipo DIP a 48 pin in standard JEDEC con logiche HMOS-1, una evoluzione delle logiche NMOS impiegate sui precedenti chip della serie MOS 65xx. I modelli 8360 tecnicamente identici al 7360, si differenziano solo per i transistor HMOS-2 utilizzati, una versione migliorata di quelli utilizzati sul modello originale..
Il TED includeva 3 timer programmabili a 16 bit, costituiti da contatori che operavano alla frequenza di clock principale e che generavano richieste di interrupt. Il chip conteneva anche una porta di I/O che era utilizzata per ricevere gli input dalla tastiera e dal joystick. Inoltre il TED gestiva il bank switching, utilizzato dal sistema operativo per massimizzare la quantità di memoria RAM disponibile in BASIC.

### Capacità video

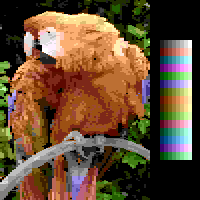
Esempio di immagine in modalità multicolor.

In linea di massima, le capacità video offerte dal TED erano inferiori a quelle del MOS Technology VIC-II montato sul Commodore 64; ma la differenza fondamentale fu l'assenza degli sprite. Il microprocessore offriva 121 colori (15 colori × 8 livelli di luminosità + nero), un valore che fu rivoluzionario per quel tempo. Tale caratteristica, però, era limitata nell'uso dei colori in modalità multicolor: a causa della poca quantità di RAM video utilizzabile il TED poteva usare per ogni cella carattere solo 2 colori fissi (uguali per tutte le celle dello schermo) e 2 colori specifici ogni cella carattere, mentre il VIC-II usava 1 colore fisso per lo sfondo più 3 variabili per ogni cella carattere.
Il TED era capace di 5 modalità video:
- Text mode con 40×25 caratteri: caratteri di 8×8 pixel con 2 colori, uno per il testo ed uno per lo sfondo;
- Multicolor text: i colori per carattere divenivano 4, di cui 3 comuni a tutti i caratteri dello schermo e 1 specifico per il carattere, ma la risoluzione orizzontale veniva dimezzata (4×8 pixel per carattere);
- Extended background color mode: i caratteri (di 8×8 pixel) potevano avere colori di sfondo differenti l'uno dall'altro;
- Multicolor Graphics: modalità grafica con risoluzione di 160×200 pixel e 4 colori;
- Hi-Res Graphics: modalità grafica con risoluzione di 320×200 pixel e 2 colori.

Le ultime due modalità permettevano anche una modalità mista in cui si aveva nella parte alta una finestra grafica di 160 pixel di altezza e nella parte bassa una finestra in modalità testo alta 40 pixel con 5 righe di caratteri visualizzabili: per ottenere questo effetto si sfruttava un interrupt agganciato al pennello raster che disegnava l'immagine sullo schermo per cui il TED cambiava modalità passando da quella grafica a quella testuale quando raggiungeva una determinata riga video.
I colori disponibili erano 121 perché il TED integrava una caratteristica assente nel VIC-II, la gestione della luminanza: in questo modo si avevano 8 tonalità per ognuno dei 15 colori di base (15×8=120) più il nero (120+1=121). La tabella qui sotto mostra la tavolozza completa offerta dal chip.
| tonalità / luminanza | 0    | 1    | 2    | 3    | 4    | 5    | 6    | 7    |
| -------------------- | ---- | ---- | ---- | ---- | ---- | ---- | ---- | ---- |
| 1 — nero             | 1,0  | 1,1  | 1,2  | 1,3  | 1,4  | 1,5  | 1,6  | 1,7  |
| 2 — bianco           | 2,0  | 2,1  | 2,2  | 2,3  | 2,4  | 2,5  | 2,6  | 2,7  |
| 3 — rosso            | 3,0  | 3,1  | 3,2  | 3,3  | 3,4  | 3,5  | 3,6  | 3,7  |
| 4 — ciano            | 4,0  | 4,1  | 4,2  | 4,3  | 4,4  | 4,5  | 4,6  | 4,7  |
| 5 — viola            | 5,0  | 5,1  | 5,2  | 5,3  | 5,4  | 5,5  | 5,6  | 5,7  |
| 6 — verde            | 6,0  | 6,1  | 6,2  | 6,3  | 6,4  | 6,5  | 6,6  | 6,7  |
| 7 — blu              | 7,0  | 7,1  | 7,2  | 7,3  | 7,4  | 7,5  | 7,6  | 7,7  |
| 8 — giallo           | 8,0  | 8,1  | 8,2  | 8,3  | 8,4  | 8,5  | 8,6  | 8,7  |
| 9 — arancione        | 9,0  | 9,1  | 9,2  | 9,3  | 9,4  | 9,5  | 9,6  | 9,7  |
| 10 — marrone         | 10,0 | 10,1 | 10,2 | 10,3 | 10,4 | 10,5 | 10,6 | 10,7 |
| 11 — giallo-verde    | 11,0 | 11,1 | 11,2 | 11,3 | 11,4 | 11,5 | 11,6 | 11,7 |
| 12 — rosa            | 12,0 | 12,1 | 12,2 | 12,3 | 12,4 | 12,5 | 12,6 | 12,7 |
| 13 — blu-verde       | 13,0 | 13,1 | 13,2 | 13,3 | 13,4 | 13,5 | 13,6 | 13,7 |
| 14 — blu chiaro      | 14,0 | 14,1 | 14,2 | 14,3 | 14,4 | 14,5 | 14,6 | 14,7 |
| 15 — blu scuro       | 15,0 | 15,1 | 15,2 | 15,3 | 15,4 | 15,5 | 15,6 | 15,7 |
| 16 — verde chiaro    | 16,0 | 16,1 | 16,2 | 16,3 | 16,4 | 16,5 | 16,6 | 16,7 |

### Capacità audio
Il TED integrava un semplice generatore di toni a 2 canali: il primo produceva un'onda quadra, il secondo poteva produrre sia un'onda quadra sia rumore bianco. Questo generatore era stato sviluppato per applicazioni commerciali e non era in grado di offrire le avanzate caratteristiche audio del SID, il chip sonoro del C64.

## Aspetti negativi
Il TED sovente si danneggiava per surriscaldamento a causa dell'eccessivo calore generato durante il suo funzionamento.